# Puchar Europy Mistrzów Klubowych w piłce siatkowej (1982/1983)
Puchar Europy Mistrzów Krajowych 1982/1983 - 24. sezon Pucharu Europy Mistrzów Krajowych rozgrywanego od 1959 roku, organizowanego przez Europejską Konfederację Piłki Siatkowej (CEV) w ramach europejskich pucharów dla męskich klubowych zespołów siatkarskich "starego kontynentu".

## System rozgrywek
- W fazie kwalifikacyjnej i w dwóch rundach fazy głównej drużyny rozgrywały ze sobą dwumecz, z którego lepsza awansowała dalej. O awansie decydowały kolejno: liczba wygranych meczów, liczba wygranych setów, liczba zdobytych małych punktów.
- Do turnieju finałowego awansowały 4 zespoły. Rozegrały one pomiędzy sobą po jednym spotkaniu. Zwycięzca otrzymywał 2 punkty, natomiast przegrany - 1 punkt. Zwycięzcą został klub, który po rozegraniu wszystkich meczów turnieju finałowego zdobył najwięcej punktów.

## Drużyny uczestniczące
| Państwo        | Drużyny                |
| -------------- | ---------------------- |
| Albania        | Dinamo Tirana          |
| Anglia         | Speedwell Bristol      |
| Austria        | Sokol Wiedeń           |
| Belgia         | Ibis Kortrijk          |
| Cypr           | Anorthosis Limassol    |
| Czechosłowacja | Ruda Hvezda Bratysława |
| Dania          | DHG Odense             |
| Finlandia      | Loimu 79 Turku         |
| Francja        | AS Cannes              |
| Grecja         | Panathinaikos AO       |
| Hiszpania      | Son Amar Palma         |
| Holandia       | Starlift Voorburg      |
| Islandia       | Þróttur                |
| Izrael         | Maccabi Tel Awiw       |
| Jugosławia     | AOK Mladost Zagrzeb    |
| Norwegia       | Brostadbotn Tromsø     |
| Portugalia     | Leixões SC             |
| RFN            | USC Giessen            |
| Szwajcaria     | Servette Genewa        |
| Szwecja        | Floby Falköping        |
| Turcja         | Eczacıbaşı Stambuł     |
| Węgry          | Csepel SC              |
| Włochy         | Santal Parma           |
| ZSRR           | CSKA Moskwa            |

## Runda wstępna
| Data | Drużyna 1                  | Wynik | Drużyna 2                  | Sety                            |
| ---- | -------------------------- | ----- | -------------------------- | ------------------------------- |
|      | AOK Mladost Zagrzeb        | 3:0   | Dinamo Tirana              | 15:8, 16:14, 15:10              |
|      | Dinamo Tirana              | 1:3   | AOK Mladost Zagrzeb        | 6:15, 15:10, 11:15, 6:15        |
|      |                            |       |                            |                                 |
|      | Þróttur Reykjavík          | 0:3   | Brostadbotn Tromsø         | 3:15, 1:15, 7:15                |
|      | Brostadbotn Tromsø         | 3:0   | Þróttur Reykjavík          | 15:0, 15:1, 15:12               |
|      |                            |       |                            |                                 |
|      | Servette Genewa            | 3:1   | Speedwell Rucanor Bristol  | 12:15, 15:8, 15:10, 15:9        |
|      | Speedwell Rucanor Bristol  | 3:2   | Servette Genewa            | 12:15, 11:15, 15:5, 16:14, 15:9 |
|      |                            |       |                            |                                 |
|      | DHG Odense                 | 3:2   | Floby Falköping            |                                 |
|      | Floby Falköping            | 2:3   | DHG Odense                 | 7:15, 5:15, 15:13, 15:13, 13:15 |
|      |                            |       |                            |                                 |
|      | Csepel Budapeszt           | 3:1   | Eczacıbaşı Stambuł         | 15:13, 14:16, 15:5, 15:13       |
|      | Eczacıbaşı Stambuł         | 1:3   | Csepel Budapeszt           | 18:20, 16:18, 15:11, 13:15      |
|      |                            |       |                            |                                 |
|      | Son Amar Palma de Mallorca | 3:0   | Maccabi Tel Awiw           | 15:3, 15:6, 15:10               |
|      | Maccabi Tel Awiw           | 1:3   | Son Amar Palma de Mallorca | 15:5, 3:15, 11:15, 8:15         |
|      |                            |       |                            |                                 |
|      | Anorthosis Limassol        | 0:3   | Leixões Porto              | 0:15, 0:15, 0:15 (walkower)     |
|      |                            |       |                            |                                 |
|      | USC Giessen                | 3:0   | Sokol Wiedeń               | 15:3, 15:6, 15:12               |
|      | Sokol Wiedeń               | 3:2   | USC Giessen                | 9:15, 15:5, 15:12, 13:15, 16:14 |

## I runda
| Data  | Drużyna 1                  | Wynik | Drużyna 2                  | Sety                             |
| ----- | -------------------------- | ----- | -------------------------- | -------------------------------- |
| 07.12 | Ruda Hvezda Bratysława     | 3:0   | Santal Parma               | 15:9, 15:12, 15:11               |
| 11.12 | Santal Parma               | 3:0   | Ruda Hvezda Bratysława     | 15:4, 15:9, 15:9                 |
|       |                            |       |                            |                                  |
| 05.12 | AOK Mladost Zagrzeb        | 3:0   | Loimu 79 Turku             | 15:7, 15:13, 15:4                |
| 11.12 | Loimu 79 Turku             | 1:3   | AOK Mladost Zagrzeb        | 6:15, 15:8, 15:10, 15:9          |
|       |                            |       |                            |                                  |
| 07.12 | CSKA Moskwa                | 3:1   | Starlift Voorburg          | 11:15, 15:11, 15:11, 15:11       |
| 11.12 | Starlift Voorburg          | 0:3   | CSKA Moskwa                | 8:15, 8:15, 7:15                 |
|       |                            |       |                            |                                  |
| 07.12 | Brostadbotn Tromsø         | 0:3   | Panathinaikos Ateny        | 8:15, 7:15, 13:15                |
| 11.12 | Panathinaikos Ateny        | 2:3   | Brostadbotn Tromsø         | 15:12, 15:9, 14:16, 12:15, 17:19 |
|       |                            |       |                            |                                  |
| 07.12 | AS Cannes                  | 3:1   | Servette Genewa            | 15:4, 15:9, 11:15, 15:5          |
| 11.12 | Servette Genewa            | 0:3   | AS Cannes                  | 6:15, 4:15, 5:15                 |
|       |                            |       |                            |                                  |
| 07.12 | DHG Odense                 | 0:3   | Csepel Budapeszt           | 13:15, 5:15, 6:15                |
| 11.12 | Csepel Budapeszt           | 3:1   | DHG Odense                 | 15:10, 15:2, 10:15, 15:8         |
|       |                            |       |                            |                                  |
| 07.12 | Ibis Kortrijk              | 3:1   | Son Amar Palma de Mallorca | 12:15, 15:7, 15:6, 15:12         |
| 11.12 | Son Amar Palma de Mallorca | 3:0   | Ibis Kortrijk              | 15:12, 15:4, 15:11               |
|       |                            |       |                            |                                  |
| 07.12 | Leixões Porto              | 0:3   | USC Giessen                | 5:15, 5:15, 13:15                |
| 11.12 | USC Giessen                | 3:0   | Leixões Porto              | 15:10, 15:10, 15:9               |

## II runda
| Data  | Drużyna 1                  | Wynik | Drużyna 2                  | Sety                            |
| ----- | -------------------------- | ----- | -------------------------- | ------------------------------- |
| 11.01 | Santal Parma               | 3:2   | AOK Mladost Zagrzeb        | 15:8, 13:15, 15:5, 18:20, 16:14 |
| 18.01 | AOK Mladost Zagrzeb        | 2:3   | Santal Parma               | 11:15, 15:7, 15:8, 10:15, 9:15  |
|       |                            |       |                            |                                 |
| 11.01 | CSKA Moskwa                | 3:0   | Panathinaikos Ateny        | 15:6, 15:5, 15:11               |
| 18.01 | Panathinaikos Ateny        | 0:3   | CSKA Moskwa                | 6:15, 8:15, 5:15                |
|       |                            |       |                            |                                 |
| 11.01 | AS Cannes                  | 3:0   | Csepel Budapeszt           | 15:3, 15:7, 15:6                |
| 18.01 | Csepel Budapeszt           | 2:3   | AS Cannes                  | 14:16, 15:6, 15:12, 7:15, 4:15  |
|       |                            |       |                            |                                 |
| 11.01 | Son Amar Palma de Mallorca | 3:0   | USC Giessen                | 15:1, 15:8, 15:3                |
| 18.01 | USC Giessen                | 3:2   | Son Amar Palma de Mallorca | 15:11, 12:15, 15:7, 13:15, 15:6 |

## Turniej finałowy
Tabela
| Lp. | Drużyna        | Pkt | Mecze | Mecze | Mecze | Sety | Sety | Sety  | Małe punkty | Małe punkty | Małe punkty |
| Lp. | Drużyna        | Pkt | M     | W     | P     | wyg. | prz. | ratio | zdob.       | str.        | ratio       |
| --- | -------------- | --- | ----- | ----- | ----- | ---- | ---- | ----- | ----------- | ----------- | ----------- |
| 1   | CSKA Moskwa    | 6   | 3     | 3     | 0     | 9    | 2    | 4.500 | 161         | 115         | 1.400       |
| 2   | AS Cannes      | 5   | 3     | 2     | 1     | 6    | 4    | 1.500 | 124         | 130         | 0.954       |
| 3   | Santal Parma   | 4   | 3     | 1     | 2     | 6    | 7    | 0.857 | 174         | 159         | 1.094       |
| 4   | Son Amar Palma | 3   | 3     | 0     | 3     | 1    | 9    | 0.111 | 93          | 148         | 0.628       |

Źródło: 
Zasady ustalania kolejności: 1. liczba zdobytych punktów; 2. wyższy stosunek setów; 3. wyższy stosunek małych punktów.
Punktacja: zwycięstwo – 2 pkt; porażka – 1 pkt
Wyniki spotkań
| Data  | Drużyna 1                  | Wynik | Drużyna 2                  | Sety                             |
| ----- | -------------------------- | ----- | -------------------------- | -------------------------------- |
| 18.02 | Son Amar Palma de Mallorca | 0:3   | CSKA Moskwa                | 5:15, 5:15, 10:15                |
| 18.02 | Santal Parma               | 1:3   | AS Cannes                  | 9:15, 15:6, 13:15, 12:15         |
|       |                            |       |                            |                                  |
| 19.02 | Santal Parma               | 3:1   | Son Amar Palma de Mallorca | 15:5, 15:8, 12:15, 15:9          |
| 19.02 | AS Cannes                  | 0:3   | CSKA Moskwa                | 9:15, 11:15, 7:15                |
|       |                            |       |                            |                                  |
| 20.02 | Son Amar Palma de Mallorca | 0:3   | AS Cannes                  | 10:15, 14:16, 12:15              |
| 20.02 | Santal Parma               | 2:3   | CSKA Moskwa                | 15:12, 12:15, 15:10, 17:19, 9:15 |

## Klasyfikacja końcowa
| Miejsce | Drużyna        |
| ------- | -------------- |
| złoto   | CSKA Moskwa    |
| srebro  | AS Cannes      |
| brąz    | Santal Parma   |
| 4.      | Son Amar Palma |